# Dinamarca en el Festival de la Canción de Eurovisión 2018
Dinamarca participó en el Festival de la Canción de Eurovisión 2018. Su representante fue Rasmussen, con un tema llamado Higher Ground. Ambos fueron seleccionados a través de la edición de 2018 del Dansk Melodi Grand Prix.

## Dansk Melodi Grand Prix 2018
La cadena danesa DR organizó la preselección para elegir a su representante. El 4 de julio de 2017 confirman su participación en Eurovisión 2018.
Todos los representantes daneses en Eurovisión se eligen mediante la final nacional Dansk Melodi Grand Prix (DMGP), preselección de una sola gala. El programa se divide en dos partes. Primero, los diez artistas participantes interpretan sus canciones. Se realiza una votación, y los tres primeros avanzan hacia la siguiente ronda, la superfinal. En la superfinal se realiza una segunda votación entre los tres artistas, y quien resulte ganador es el vencedor del Dansk Melodi Grand Prix. 

### Final
La final tuvo lugar el 10 de febrero de 2018. En la primera parte, los tres mejores artistas se clasifican para la superfinal. La votación consta de jurado y televoto, divididos en dos mitades.
| Final – 10 de febrero de 2018 | Final – 10 de febrero de 2018 | Final – 10 de febrero de 2018 | Final – 10 de febrero de 2018 |
| N.º                           | Artista                       | Canción                       | Resultado                     |
| ----------------------------- | ----------------------------- | ----------------------------- | ----------------------------- |
| 1                             | Ditte Marie                   | Riot                          | Eliminada                     |
| 2                             | Anna Ritsmar                  | Starlight                     | Superfinalista                |
| 3                             | Rasmussen                     | Higher Ground                 | Superfinalista                |
| 4                             | Sannie                        | Boys on Girls                 | Eliminada                     |
| 5                             | Sandra                        | Angels to My Battlefield      | Eliminada                     |
| 6                             | Lasse Meling                  | Unfound                       | Eliminado                     |
| 7                             | CARLSEN                       | Standing Up for Love          | Eliminados                    |
| 8                             | KARUI                         | Signals                       | Eliminada                     |
| 9                             | Rikke Ganer-Tolsøe            | Holder fast i ingentin        | Eliminada                     |
| 10                            | Albin Fredy                   | Music for the Road            | Superfinalista                |

### Superfinal
En la superfinal, el vencedor se elige a través de una combinación de los votos del público y el jurado.
| Superfinal – 10 de febrero de 2018 | Superfinal – 10 de febrero de 2018 | Superfinal – 10 de febrero de 2018 | Superfinal – 10 de febrero de 2018 | Superfinal – 10 de febrero de 2018 | Superfinal – 10 de febrero de 2018 |
| N.º                                | Artista                            | Canción                            | Votos                              | Plaza                              |                                    |
| ---------------------------------- | ---------------------------------- | ---------------------------------- | ---------------------------------- | ---------------------------------- | ---------------------------------- |
| 2                                  | Anna Ritsmar                       | Starlight                          | 31%                                | 2                                  |                                    |
| 3                                  | Rasmussen                          | Higher Ground                      | 50%                                | 1                                  |                                    |
| 10                                 | Albin Fredy                        | Music for the Road                 | 19%                                | 3                                  |                                    |

## En Eurovisión
El Festival de la Canción de Eurovisión 2018 tuvo lugar en el Altice Arena de Lisboa, Portugal: consistió en dos semifinales el 8 y 10 de mayo y la final el 12 de mayo de 2018. De acuerdo con las reglas de Eurovisión, todas las naciones con excepción del país anfitrión y los "5 grandes" (Big Five) deben clasificarse en una de las dos semifinales para competir en la Gran Final; los diez mejores países de cada semifinal avanzan a esta final. Dinamarca estuvo en la semifinal 2, actuando en el puesto 5.
Higher Ground consiguió en la segunda semifinal un quinto puesto y 204 puntos, lo que le permitió pasar a la Gran Final, dónde quedó en un noveno lugar con 226 puntos (la mejor posición para Dinamarca en el festival desde la victoria de Only Teardrops en 2013).